# Ans
Pour les articles homonymes, voir Ans.
Ans (prononcer [ɑ̃s] ; en wallon Ans´) est une ville francophone de l'Est de la Belgique située sur les hauteurs de Liège, dans la province de Liège en Région wallonne.

## Toponymie
L'origine du nom Ans n'est pas tout à fait claire. Le toponyme d'Ans se serait formé sur l'anthroponyme franc Anso ou sur le gentilice gallo-romain Antius. Une autre hypothèse donne une origine germanique ː Ans[uz], qui désignerait une hauteur sacrée,.

## Géographie

### Localisation
La ville est située dans l'est de la Belgique, au nord de la province de Liège, sur l'axe de communication entre Liège en Région wallonne et Saint-Trond en Région flamande. Le centre urbanisé est situé autour de la route européenne 25, qui crée une enceinte autour de la ville.
Elle est distante de 3,8 km de Liège, chef-lieu de l'arrondissement et de la province homonyme ; de 51,6 km de Namur, chef-lieu de la province homonyme et capitale de la Région wallonne ; et de 85,6 km de la ville de Bruxelles, capitale de la Belgique (distances orthodromiques).
Ans se trouve à 6,6 km du centre de Juprelle ; à 2,1 km du centre de Saint-Nicolas ; à 2,7 km du centre de Grâce-Hollogne ; et à 5,7 km du centre d'Awans (distances orthodromiques des villes et communes limitrophes d'Ans).
Avec une superficie de 2 335 hectares, Ans est moins étendue que les communes voisines que sont Juprelle, Liège, Grâce-Hollogne et Awans, mais davantage que Saint-Nicolas, commune la moins étendue de la Région wallonne, et a une surface équivalente à celle de Herstal.

### Sections de commune
| # | Nom         | Superf. (km²) | Habitants (2020) | Habitants par km² | Code INS |
| - | ----------- | ------------- | ---------------- | ----------------- | -------- |
| 1 | Ans         | 4,92          | 13.978           | 2.843             | 62003A   |
| 2 | Loncin      | 2,34          | 3.105            | 1.326             | 62003B   |
| 3 | Alleur      | 8,51          | 9.827            | 1.155             | 62003C   |
| 4 | Xhendremael | 7,58          | 1.686            | 222               | 62003D   |

### Communes limitrophes
|                | Juprelle      | Juprelle |
| Awans          | Ans           |          |
| Grâce-Hollogne | Saint-Nicolas | Liège    |

### Hydrographie et géologie
Le territoire d'Ans se divise d'un point de vue hydrographique en deux parties sensiblement égales, l'une vallonnée rattachée à la vallée de la Meuse constitue le bassin de la Légia, l'autre à peine ondulée rattachée au plateau hesbignon appartient au bassin du Geer. La séparation entre ces deux bassins culmine au minimum à 190 mètres d'altitude.
La partie mosane a été exploitée pour son sous-sol houiller, la partie hesbignonne pour son sol fertile.

## Démographie

### Démographie: Avant la fusion des communes
- Source: DGS recensements population

### Démographie: Commune fusionnée
En tenant compte des anciennes communes entraînées dans la fusion de communes de 1977, on peut dresser l'évolution suivante :
Les chiffres des années 1831 à 1970 tiennent compte des chiffres des anciennes communes fusionnées.
- Source: DGS , de 1831 à 1981=recensements population; à partir de 1990 = nombre d'habitants chaque 1 janvier[6]

## Historique
À la fin du VIIe siècle ou au début du VIIIe siècle, le village d'Ans devient la propriété de l'évêché de Liège. En 705, l'évêque Lambert de Liège est assassiné, pour une raison qui demeure incertaine. Certains historiens en attribuent la responsabilité à Alpaïde d'Avroy, maîtresse de Pépin de Herstal et mère de Charles Martel. Ce serait à Bolsée, un hameau près de Ans et Glain, que l'assassinat aurait été fomenté par Alpaïde et ses frères. La raison en serait la désapprobation de l'union entre Pépin de Herstal et Alpaïde par l'évêque Lambert.
Ans s'est développé à proximité de la source de la Légia. Cette rivière a permis une vie économique prospère au village grâce aux moulins qui ont été construits le long de son lit. La réputation de ces moulins a valu à Ans le nom de Ans-et-Mollins à partir du XIIe siècle.
La bataille de Rocourt se déroule en 1746 en partie sur son territoire.
Historiquement, le centre du village se situait au niveau de la place Nicolaï, à flanc de côte vers la Hesbaye, mais l’établissement de la gare d'Ans en 1838 a suscité un développement de la commune sur le plateau.
La commune d'Ans a été créée le 31 décembre 1874, de la scission de l'ancienne commune Ans-et-Glain qui avait été créée en 1795.
Bordant la ville de Liège, Ans connut un passé charbonnier. La houille fut exploitée dès le XIIIe siècle et la commune compta jusqu'à 4 charbonnages.
Industrielle, commerçante, rurale ou résidentielle, la commune aux multiples visages a vu également l'arrivée de la course cycliste Liège-Bastogne-Liège de 1992 à 2018.
Ans forme avec Liège, Seraing, Herstal, Saint-Nicolas et Flémalle l'agglomération de Liège (480 000 habitants). Depuis les fusions de communes, Ans inclut également Alleur, Xhendremael et Loncin.
Depuis 1999, Ans est jumelée avec l'association « Pays d’Ans » dans le Périgord. Cette association regroupe six municipalités qui portent toutes la désinence d'Ans : Badefols-d'Ans, La Boissière-d'Ans, Chourgnac d’Ans, Granges-d'Ans, Sainte-Eulalie-d'Ans et Saint-Pantaly-d'Ans.
Une histoire commune rassemble les deux régions.
Au XIVe siècle, le seigneur de Hautefort-en-Périgord, suzerain de toute la région, aurait marié une de ses filles à un Seigneur d’Ans en Belgique (les Flandres à l’époque). Elle lui apporta, en dot, des territoires dont plusieurs villages portent aujourd’hui encore le nom d’Ans.

## Héraldique
|  | Blasonnement : De gueules au lion d'or. - Délibération communale : 4 juillet 1977. - Arrêté royal : 16 octobre 1980. - Moniteur belge : 21 novembre 1980. |

## Politique et administration

### Conseil et collège communal 2024-2030
Ci-dessous, le tableau des résultats des élections communales de 2024.
| Parti | Parti             | Voix (2024) | Voix (2018) | % (2024) | % (2018) | +/-    | Sièges  | +/- | Collège |
| ----- | ----------------- | ----------- | ----------- | -------- | -------- | ------ | ------- | --- | ------- |
|       | ECOLO             | 916         | 1.918       | 5,84%    | 11,68%   | 5.84 % | 1 / 29  | 2.0 | Non     |
|       | LES ENGAGÉS       | 2.196       | -           | 14,00%   | -        | 0.0 %  | 4 / 29  | 4.0 | Non     |
|       | PS                | 7.678       | 7.440       | 48,94%   | 45,32%   | 3.62 % | 16 / 29 | 0.0 | Oui     |
|       | MR                | 3.907       | 3.250       | 24,90%   | 19,80%   | 5.1 %  | 8 / 29  | 2.0 | Oui     |
|       | Collectif Citoyen | 673         | -           | 4,29%    | -        | 0.0 %  | 0 / 29  | 0.0 | Non     |
|       | Défi              | 320         | 1.617       | 2,04%    | 9,85%    | 7.81 % | 0 / 29  | 2.0 | Non     |
|       | CDH-RCA           | -           | 1.301       | -        | 7,92%    | 0.0 %  | - / 29  | 2.0 | Non     |
|       | WI                | -           | 224         | -        | 1,36%    | 0.0 %  | - / 29  | 0.0 | Non     |
|       | NATION            | -           | 366         | -        | 2,23%    | 0.0 %  | - / 29  | 0.0 | Non     |
|       | PVE               | -           | 301         | -        | 1,83%    | 0.0 %  | - / 29  | 0.0 | Non     |
| Total | Total             | 15 690      | 16 417      | 100 %    | 100 %    |        | 29      |     |         |

| Collège communal  |                   |    |
| ----------------- | ----------------- | -- |
| Bourgmestre       | Grégory Philippin | PS |
| 1er Échevin       | Walther Herben    | PS |
| 2e Échevine       | Nathalie Dubois   | PS |
| 3e Échevine       | Anne-Marie Libon  | MR |
| 4e Échevin        | Philippe Saive    | PS |
| 5e Échevin        | Yves Parthoens    | PS |
| Président du CPAS | Patrice Lempereur | PS |

### Liste des bourgmestres depuis 1830
- Michel Daerden, de 2007 à 2013, (PS).
- Grégory Philippin, à partir de 2013 (PS)[10].

### Jumelages
La ville d'Ans est jumelée avec la ville Himamaylan aux Philippines . 

## Patrimoine et culture

### Patrimoine architectural et sites

#### Patrimoine classé
Cinq sites sont repris sur la liste du patrimoine immobilier classé d'Ans :
- Tumulus de Xhendremael ;
- Ferme de Hombroux ;
- Cense Monfort ;
- Château de Waroux ;
- Fort de Loncin, repris par l'UNESCO parmi les sites funéraires et mémoriels de la Première Guerre mondiale (Front Ouest).

## Lieux publics

### Cimetières
Ans possède trois cimetières, celui d'Ans-Ouest situé rue de l'Ouest, celui d'Ans-Bolsée situé rue des Forges et celui d'Ans-Égalité située rue de l'Égalité. Divers personnalités comme Henriette Brenu, Dominique D'Onofrio ou Martial Lekeux y sont inhumées.

## Économie

### Transports en commun

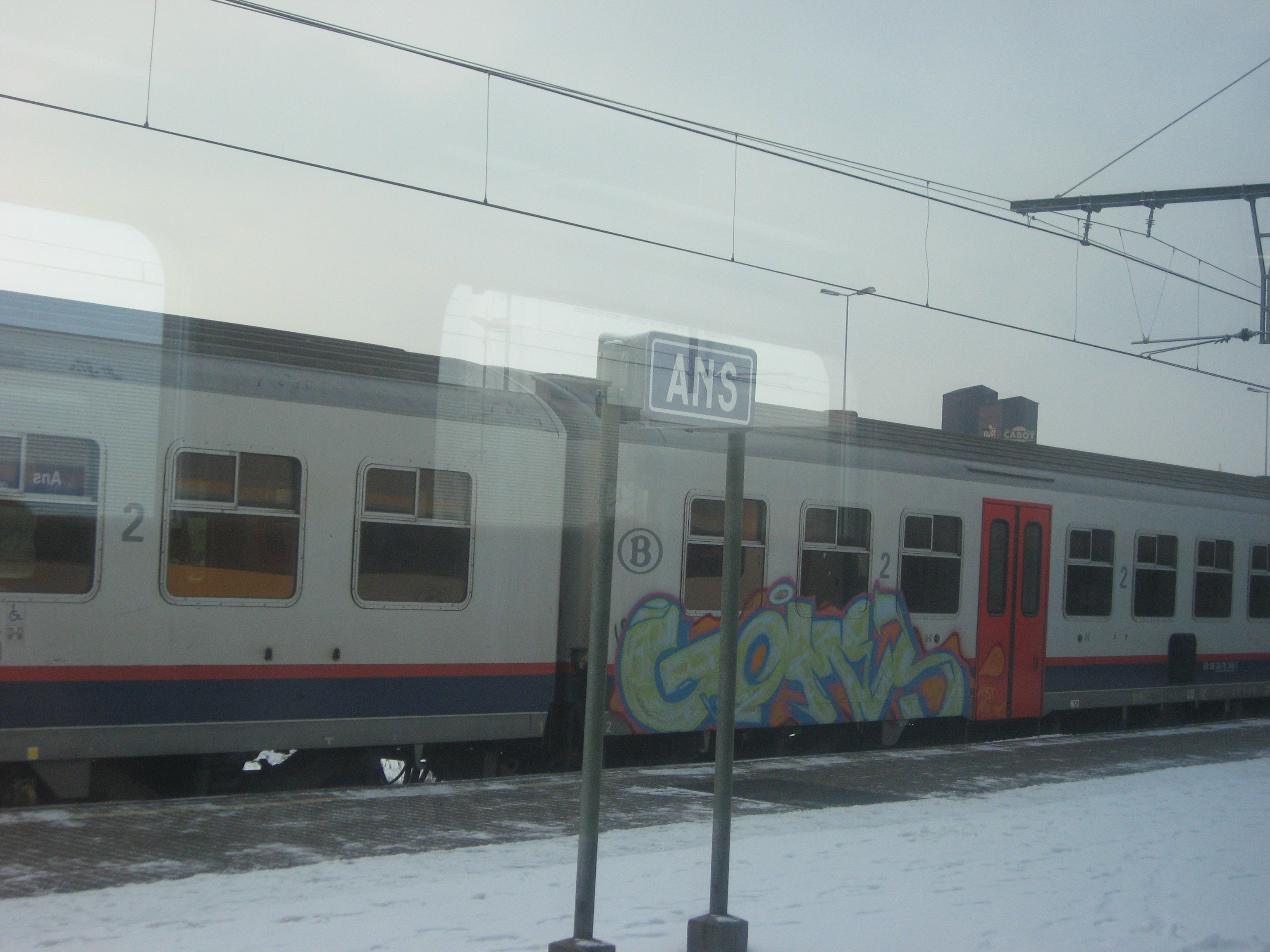
Quai de la gare vu par un passager.

La gare ferroviaire se trouve sur la ligne 36.
La commune d'Ans est aussi traversée par plusieurs lignes de bus (TEC) :
- 12 Liège - Ans - Loncin - Awans ;
- 19 (Liège) - Ans - Cité Lonay - XIV Verges ;
- 88 Liège - Glain - Ans - Alleur - Lantin ;
- 75 Liège - Ans - Hognoul - Oreye ;
- 84 Liège - Momalle - Waremme ;
- 175 Liège - Ans - Alleur - Othée - Oreye ;
- 87 Ans - Rocourt - Liers ;
- 275 Oreye - Crisnée - Kemexhe - Xhendremael - Tongres (seulement le jeudi, jour de marché à Tongeren (Tongres) ;
- 56 Rocourt - Montegnée - St-Gilles - Tilleur - Jemeppe-sur-Meuse.

## Personnalités de la commune
- Alain Soreil alias Albert Cougnet (1952-), comédien et humoriste, frère du présentateur TV Philippe Soreil et petit-fils d'Arsène Soreil, né à Ans.
- Annie Servais-Thysen (1933-), femme politique, née à Ans.
- Arsène Soreil (1893-1989), écrivain et militant, mort à Ans.
- Auguste Baron (1794-1862), homme de lettres, mort à Ans.
- Breton le Vieux (XIIe – XIIIe siècles), Seigneur d'Awans et de Waroux.
- Georges Désir (1925-2016), animateur de télévision et homme politique, né à Ans.
- Henriette Brenu (Liège 27 juin 1900 - Liège 6 novembre 1994), actrice de théâtre reposant au cimetière d'Ans-Bolsée.
- Hubert Goffin (1771-1821), héros liégeois.
- Jean Janssis, photographe, né à Ans.
- Jean-Claude Gérard (1946-), astronome, né à Ans.
- Léon Jeck (1947-2007), joueur de football, né à Ans.
- Michel Daerden (1949-2012), homme politique, ancien bourgmestre d'Ans.
- Philippe Soreil (1951-), présentateur de télévision, frère d'Alain Soreil et petit-fils d'Arsène Soreil, né à Ans.
- Raymond Van Dormael (1927-2008), joueur de football, né à Ans.
- René Deprez (1923-2015), historien et résistant, né à Ans.
- Servais Étienne (1886-1952), romaniste et philologue, décédé à Ans.
- Stéphane Moreau (1964-), homme politique, ancien bourgmestre d'Ans.
- Victor Larock (1904-1977), homme politique, né à Ans.